# Freddie Moore

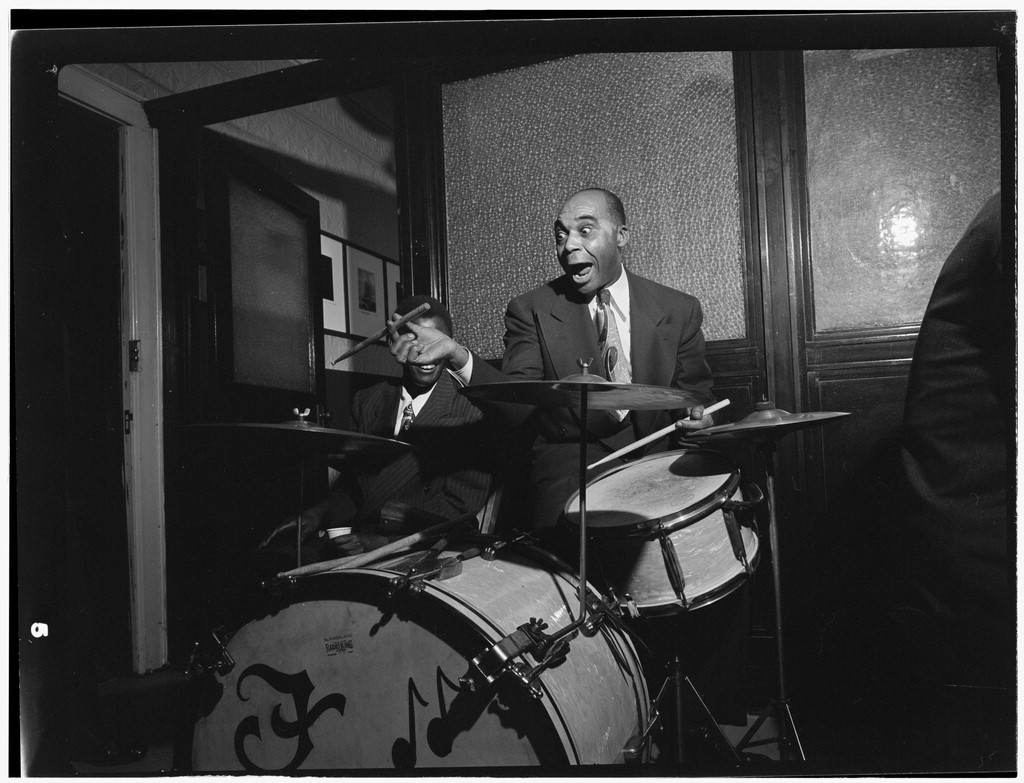
Freddie Moore im New Yorker Büro von William P. Gottlieb, ca. 1948. Foto: William P. Gottlieb

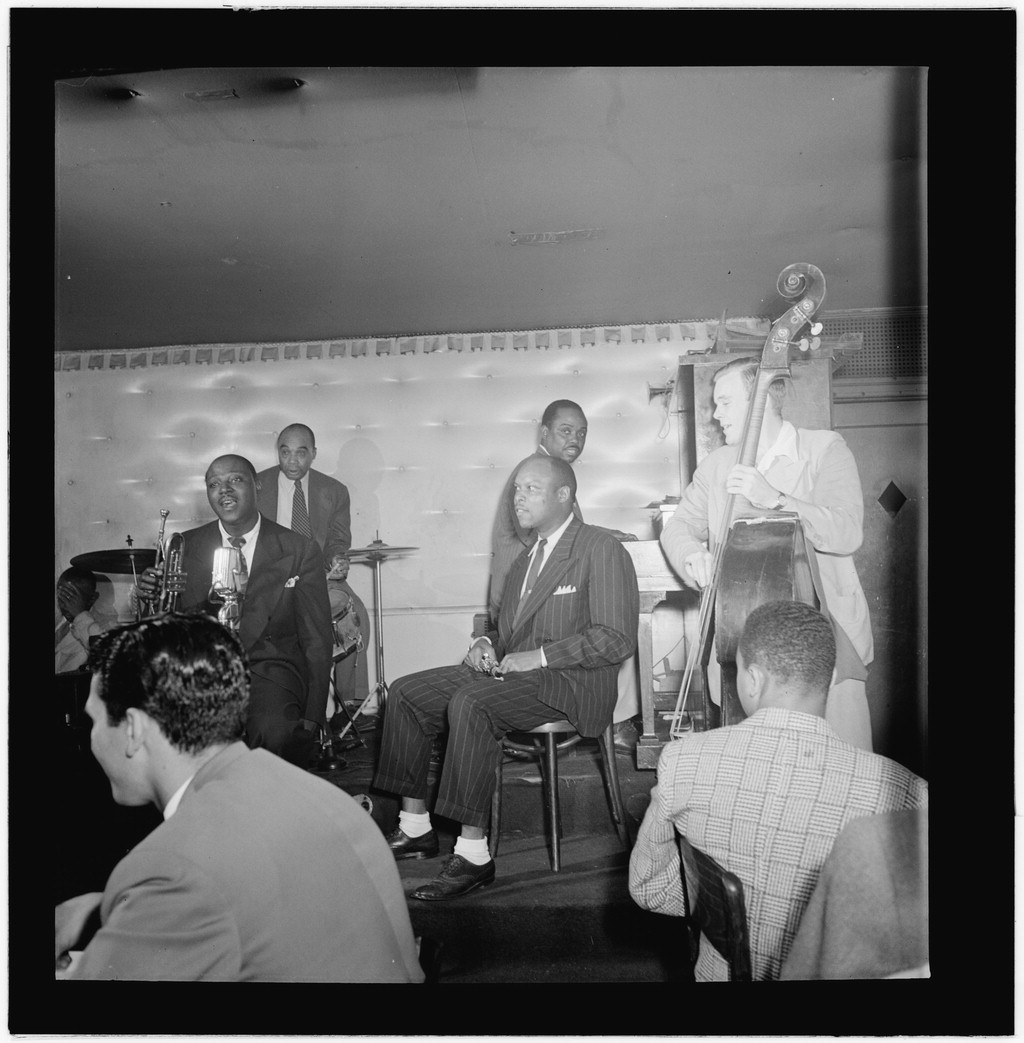
Sidney De Paris, Freddie Moore, Eddie Barefield, Sammy Price und Charlie Traeger im New Yorker Jazzclub Jimmy Ryan’s, circa Juli 1947. Fotografie von William P. Gottlieb

Freddie Moore (* 20. August 1900 in Little Washington (North Carolina); † 3. November 1992 in Bronx, New York City) war ein US-amerikanischer Jazzmusiker (Schlagzeug, Waschbrett, Gesang).

## Leben und Wirken
Moore trat zu Beginn seiner Karriere in einer Minstrel Show auf; er spielte dann in Zirkus- und Theaterbands. In den 1920er-Jahren lernte er James P. Johnson kennen, um 1930 traf er King Oliver. In den folgenden Jahren arbeitete er u. a. mit Sidney Bechet, King Oliver, Art Hodes, Eubie Blake, Bob Wilber, Charlie Creath, Wilbur Sweatman, John Kirby, Conrad Janis, Mezz Mezzrow, Sammy Price, Tony Parenti und Roy Eldridge. Außerdem leitete er 1933–37 ein Trio mit Pete Brown und Don Frye. In den 1980er- und 90er-Jahren spielte er im Raum New York in verschiedenen Bands, neben Schlagzeug auch Waschbrett. Zuletzt spielte er in Bob Cantwells New Orleans Band, die im Club Red Blazer Too (West 46th Street) in Manhattan auftrat. Seinen letzten Auftritt hatte er dort mit Cantwells Band an seinem 92. Geburtstag.

## Diskographische Hinweise
- Conrad Janis, Bob Wilber, Dick Smith, Tom Sharpsteen, Pops Foster, Eubie Blake, Danny Barker, John Jeffrey, Freddy Moore: Jamming at Rudi's, No. 1 (Circle, 1950)
- Johnny Wiggs, Raymond Burke, Art Hodes, Edmond Souchon, Freddie Moore: Summit Meeting (Jazzology, 1965)